# Kuzari
El Kuzari (en hebreo: ספר הכוזרי) (transliterado: Séfer HaKuzari ) es una de las obras más conocidas del filósofo medieval, el poeta y rabino sefardí Yehudah Halevi, el cual terminó su obra en el año 1140. La obra está dividida en cinco capítulos, y tiene la forma de un diálogo entre el rey de los Jázaros y un judío que fue invitado para hablar de la religión judía. Inicialmente fue escrito en árabe.
La obra ha sido traducida al hebreo y a otros idiomas por los jajamim, entre ellos cabe mencionar a Judá ben Saúl ibn Tibbon. Aunque la obra no es considerada como un documento histórico sobre la conversión de los jázaros al judaísmo, algunos académicos como el orientalista Douglas Morton Dunlop, han afirmado que Yehuda HaLevi tenía información sobre los jázaros, y que se basó en ellos para escribir su obra. El historiador Abraham ibn Daud, escribió que encontró algunos alumnos jázaros en las academias talmúdicas de Toledo, en el siglo XII.